# Tukan krátkozobý
Tukan krátkozobý (Ramphastos sulfuratus) je pestrý latinskoamerický člen čeledi tukanovití (Rhamphastidae). Tento druh se vyskytuje v tropických džunglích od jižního Mexika po Kolumbii. Je to všežravý lesní pták, který se živí ovocem, semeny, hmyzem, bezobratlými, ještěry, hady a malými ptáky a jejich vejci.

## Taxonomie a systematika
Jsou uznávány dva poddruhy:
- Ramphastos sulfuratus sulfuratus Lesson, 1830 – výskyt v jihovýchodním Mexiku, Belize a severní Guatemale
- Ramphastos sulfuratus brevicarinatu Gould, 1854 – původně popisován jako samostatný druh. výskyt v jihovýchodní Guatemale až po severní Kolumbii a severozápadní Venezuelu